# Liste der Baudenkmale in Michendorf
In der Liste der Baudenkmale in Michendorf sind alle Baudenkmale der brandenburgischen Gemeinde Michendorf und ihrer Ortsteile aufgelistet. Grundlage ist die Veröffentlichung der Landesdenkmalliste mit dem Stand vom 31. Dezember 2020. Die Bodendenkmale sind in der Liste der Bodendenkmale in Michendorf aufgeführt.

## Baudenkmale in den Ortsteilen
In den Spalten befinden sich folgende Informationen:
- ID-Nr.: Die Nummer wird vom Brandenburgischen Landesamt für Denkmalpflege vergeben. Ein Link hinter der Nummer führt zum Eintrag über das Denkmal in der Denkmaldatenbank. In dieser Spalte kann sich zusätzlich das Wort Wikidata befinden, der entsprechende Link führt zu Angaben zu diesem Denkmal bei Wikidata.
- Lage: die Adresse des Denkmales und die geographischen Koordinaten. Link zu einem Kartenansichtstool, um Koordinaten zu setzen. In der Kartenansicht sind Denkmale ohne Koordinaten mit einem roten beziehungsweise orangen Marker dargestellt und können in der Karte gesetzt werden. Denkmale ohne Bild sind mit einem blauen bzw. roten Marker gekennzeichnet, Denkmale mit Bild mit einem grünen beziehungsweise orangen Marker.
- Bezeichnung: Bezeichnung in den offiziellen Listen des Brandenburgischen Landesamtes für Denkmalpflege. Ein Link hinter der Bezeichnung führt zum Wikipedia-Artikel über das Denkmal.
- Beschreibung: die Beschreibung des Denkmales
- Bild: ein Bild des Denkmales und gegebenenfalls einen Link zu weiteren Fotos des Baudenkmals im Medienarchiv Wikimedia Commons

### Fresdorf
| ID-Nr.   | Lage                           | Bezeichnung                                                             | Beschreibung | Bild                                                                    |
| -------- | ------------------------------ | ----------------------------------------------------------------------- | --- | ----------------------------------------------------------------------- |
| 09191269 | Am Anger 3 (Lage)              | Gehöft, bestehend aus Wohnhaus, zwei Stallgebäuden und Scheune          | Das Gehöft befindet sich an der Südseite des Angers. Der Vierseithof wurde um 1906 erbaut, die Bauernwirtschaft um 1920. Das Wohnhaus ist ein eingeschossiges, traufständiges Haus mit sechs Achsen, einem Satteldach und einem Drempel. Der Eingang befindet sich in der dritten Achse von links, vor dem Eingang befindet sich eine Freitreppe. Die rote Ziegelfassade ist durch Stuck gegliedert.                                                                                 | Gehöft, bestehend aus Wohnhaus, zwei Stallgebäuden und Scheune          |
| 09191440 | Am Anger 6 (Lage)              | Gehöft, bestehend aus Wohnhaus und Stallgebäude                         | Das Wohnhaus wurde um 1920 erbaut, es befindet sich an der Südseite des Angers. Es ist ein eingeschossiger, traufständiger Bau mit einem zweigeschossigen Mittelrisalit. Über dem Mittelrisalit befindet sich ein Krüppelwalmdach, ansonst ist das Haus mit einem Satteldach gedeckt. An der linken Giebelseite befindet sich der Eingang mit einer Loggia und einer Freitreppe. Links vom Wohnhaus befindet sich ein Stallgebäude aus rotem Ziegel, der Unterbau ist aus Feldstein. | Gehöft, bestehend aus Wohnhaus und Stallgebäude                         |
| 09191012 | Kähnsdorfer Straße 12 (Lage)   | Gehöft, bestehend aus Wohnhaus, Stall, Scheune und Toreinfahrt          | Es ist Fresdorfs größtes Gehöft. Das Gehöft wurde im Jahre 1909 nach dem Brand im Jahre 1908 erbaut. Von der roten Klinkerfassade des Wohnhauses heben sich weiß eingefasste Fenster und die bunt bemalte Haustür ab. Das Wohnhaus ist ein eingeschossiger Bau mit sieben Achsen und einem Satteldach. Auf dem Dachgiebel eines Mittelrisalites thront über einem Wappenornament eine Adlerskulptur.                                                                                 | Gehöft, bestehend aus Wohnhaus, Stall, Scheune und Toreinfahrt          |
| 09190161 | Luckenwalder Straße (Lage)     | Dorfkirche                                                              | Die evangelische Dorfkirche stammt im Ursprung aus dem Mittelalter, sie wurde allerdings mehrfach verändert. Im Inneren eine Kanzel aus dem 18. Jahrhundert. | weitere Bilder                                                          |
| 09191443 | Luckenwalder Straße 211 (Lage) | Gehöft, bestehend aus Wohnhaus, Torhaus, zwei Stallgebäuden und Scheune | Das Wohnhaus wurde im Jahre 1921 erbaut. Es ist ein eingeschossiger Ziegelbau mit einer Loggia mit einer zweiläufigen Freitreppe vor dem Eingang. Über der Loggia befindet sich ein Balkon. Rechts vom Torhaus befindet sich ein Torhaus, an den Felder des Torhauses bgfeindet sich Blumenmotive. Die Wirtschaftsgebäude sind aus dem Jahr 1897. | Gehöft, bestehend aus Wohnhaus, Torhaus, zwei Stallgebäuden und Scheune |
| 09190635 | Luckenwalder Straße 222 (Lage) | Dorfschmiede                                                            | Über 200 Jahre alte Schmiede am Rand des Dorfangers gegenüber der Kirche, das älteste erhaltene weltliche Gebäude des Dorfes. Seit 1993 beherbergt der Natursteinbau ein kleines Weinlokal mit einer Weinlaube unter einer Rosskastanie, die Weinschmiede. | Dorfschmiede                                                            |
| 09190669 | Luckenwalder Straße 227 (Lage) | Gasthof mit Saalanbau                                                   | Der Gasthof wurde zu Beginn des 20. Jahrhunderts erbaut. Von 1998 bis 2001 wurde der Gasthof und der Saalanbau umgebaut und verändert. So wurden im Saalanbau Wohnungen eingebaut. Es ist ein eingeschossiger Bau mit Drempel und Satteldach. Vor dem Eingang befindet sich eine Freitreppe, über dem Eingang ein Zwerchhaus mit Freigespärre. | Gasthof mit Saalanbau                                                   |

### Langerwisch
Langerwisch liegt gut 2 Kilometer östlich von Michendorf. Am 29. Dezember 1937 wurden die Dörfer Alt Langerwisch und Neu Langerwisch zusammengelegt. Diese Dörfer gehörten 1375 zur Zauche, ab 1816 gehörten sie zum Landkreis Zauch-Belzig. 1952 kam Langerwisch dann zm Kreis Potsdam-Land und 1993 zum Landkreis Potsdam-Mittelmark. Ab 1992 war Langerwisch Teil des Amtes Michendorf, ab 2006 ein Ortsteil von Michendorf.
| ID-Nr.                           | Lage                                                       | Bezeichnung                                                                        | Beschreibung | Bild |
| -------------------------------- | ---------------------------------------------------------- | ---------------------------------------------------------------------------------- | --- | --- |
| 09190672                         | Am Galgenberg 13 (Lage)                                    | Wohnhaus                                                                           | | Wohnhaus |
| 09190256                         | Bergholzer Straße 20 (Lage)                                | Paltrockmühle und kleine Bockwindmühle                                             | Die Paltrockmühle (Melior-Mühle) und kleine Bockwindmühle sind restauriert, betriebsfertig und können am Deutschen Mühlentag besichtigt werden. Die Paltrockmühle wurde 1839 in Oranienburg als Bockwindmühle erbaut, 1879 nach Langerwisch umgesetzt und 1930 zur Paltrockmühle umgebaut (das Mühlengebäude wurde auf einen Rollendrehkranz gesetzt). Die Bockwindmühle gilt mit einer Flügelspannweite von rund 4,5 Metern als kleinste betriebsfähige Windmühle Deutschlands. Ein Müllermeister hatte sie 1938 in Paretz im Maßstab 1:4 als Lehrmühle für seinen Sohn gebaut. 1968 kam sie nach Langerwisch. | weitere Bilder |
| 09191783 Teilobjekt zu: 09190256 | Bergholzer Straße 20 (Lage)                                | Windmühle (kleine Bockwindmühle)                                                   | Erbaut 1938 von einem Mühlenpächter. Transloziert durch Otto Melior nach Langerwisch 1968. Die kleine Bockwindmühle bemisst in der Höhe lediglich drei Meter. Sie besitzt Jalousieflügel (erneuert 2000/2001) und einen Schrotgang. Gilt als kleinste ihrer Art in Deutschland. | [[Vorlage:Bilderwunsch/code!/C:52.320777,13.084277!/D:Bergholzer Straße 20, Windmühle (kleine Bockwindmühle)!/\|BW]] |
| 09190578                         | Feuerbachstraße 5 (Lage)                                   | Haus Kopf                                                                          | Das Haus Kopf wurde 1932 von E. Daneberg entworfen. Es ist ein eingeschossiger Klinkerbau. | Haus Kopf |
| 09190258                         | Langerwischer Feldstraße 10, Straße des Friedens 41 (Lage) | Landarbeiterhaus                                                                   | | Landarbeiterhaus |
| 09190849                         | Neu-Langerwisch 6b (Lage)                                  | Wohnhaus des ehemaligen Vorwerks                                                   | | Wohnhaus des ehemaligen Vorwerks                                                                                     |
| 09191422                         | Neu-Langerwisch 12 (Lage)                                  | Pfarrhaus                                                                          | | Pfarrhaus |
| 09190638                         | Neu-Langerwisch 28 (Lage)                                  | Gehöft, bestehend aus Wohnhaus, zwei Stallgebäuden und Scheune                     | | Gehöft, bestehend aus Wohnhaus, zwei Stallgebäuden und Scheune                                                       |
| 09190639                         | Neu-Langerwisch 36 (Lage)                                  | Palmscher Hof, bestehend aus Wohnhaus, Einfriedung, zwei Stallgebäuden und Scheune | | Palmscher Hof, bestehend aus Wohnhaus, Einfriedung, zwei Stallgebäuden und Scheune                                   |
| 09190712                         | Neu-Langerwisch 38 (Lage)                                  | Gehöft, bestehend aus Wohnhaus, zwei Stallgebäuden und einer Scheune               | | Gehöft, bestehend aus Wohnhaus, zwei Stallgebäuden und einer Scheune                                                 |
| 09190255                         | Peter-Huchel-Chaussee 141 (Lage)                           | Dorfkirche                                                                         | Die evangelische Dorfkirche aus dem Jahr 1772 ersetzte den Ende des 17. Jahrhunderts eingefallenen Vorgängerbau. Sie verfügt über eine Innendecke aus der Bauzeit, die auf einer Voute liegt. Das Bauwerk und ihr Turm wurden in den 2000er-Jahren saniert. Dabei wurde in der Turmkapsel eine Flaschenpost mit Nachrichten aus den Jahren 1901 und 1957 gefunden. Die Sanierungsarbeiten wurden im Dezember 2007 abgeschlossen. | weitere Bilder |
| 09190257                         | Priesterweg 2a (Lage)                                      | Schäferhaus                                                                        | Das Schäferhaus stammt aus dem 18. Jahrhundert. Es gehörte ehemals zu dem im Westen des Dorfes gelegen Vorwerk. | Schäferhaus |
| 09190756                         | Rembrandtstraße 12 (Lage)                                  | Wohnhaus und Gartenhaus                                                            | Im an Wilhelmshorst angrenzenden Teil von Langerwisch. Datierung 1929-1930 (Umbau 1937 u. a. entstand das an der Südwest-Seite sich anschließende Blumenzimmer; Sanierung 2001–02), ein- und zweigeschossig, Flachdach. Architekturhistorisch in der Moderne verortet. Im gleichen Geiste entstand vom selben Architekten das drei Jahre zuvor entworfene Haus des Nachbargrundstücks Nr. 14, das zusammen mit Hausnummer 12 und den beiden Grundstücken in einen größeren Zusammenhang gestellt werden sollte.                                                                                                 | Wohnhaus und Gartenhaus                                                                                              |
| 09191167                         | Rembrandtstraße 14 (Lage)                                  | Wohnhaus „Landhaus Rausch“                                                         | Errichtet 1926–27 als ein- und zweigeschossiges Arbeits- und Wohnhaus mit Flachdach für den Architekten selbst. Es besitzt auffällig starken formalen Charakter (ohne auflockernde Elemente wie beispielsweise beim Nachbarhaus Nummer 12). Architekturgeschichtlich verortet in der Neuen Sachlichkeit. | Wohnhaus „Landhaus Rausch“                                                                                           |
| 09190836                         | Straße des Friedens 76 (Lage)                              | Gehöft, bestehend aus Wohnhaus, zwei Stallgebäuden, Scheune und Einfriedung        | | Gehöft, bestehend aus Wohnhaus, zwei Stallgebäuden, Scheune und Einfriedung                                          |
| 09190259                         | Straße des Friedens 78 (Lage)                              | Gutshaus mit Saalanbau, Stall, Vorplatz und Hof                                    | | Gutshaus mit Saalanbau, Stall, Vorplatz und Hof                                                                      |
| 09190891                         | Straße des Friedens 85 (Lage)                              | Spritzenhaus                                                                       | Die Freiwillige Feuerwehr wurde 1920 gegründet, das Spritzenhaus wurde 1925 im Heimatstil erbaut. In diesem Jahr hat die Feuerwehr eine Handdruckspritzpumpe erhalten. Es ist ein quadratischer, verputzter Ziegelbau mit einem Pyramidendach. Aus dem Pyramidendach ragt der Schlauchturm heraus. Das Dach ist mit Biberschwanz gedeckt und hat an jeder Seite eine Fledermausgaube. Zur Straße befindet sich ein korbbogiges Tor. | Spritzenhaus |

### Michendorf
| ID-Nr.   | Lage                                         | Bezeichnung | Beschreibung | Bild                                                           |
| -------- | -------------------------------------------- | --- | --- | -------------------------------------------------------------- |
| 09190294 | Am Wolkenberg 14 (Lage)                      | Gemälde „August Bebel“, im Gymnasium | Das Gemälde „August Bebel“ wurde zu Beginn der 1970er Jahre von Heinz Böhm erstellt. Es hängt im Vorraum zum Kunstbereich des Wolkenberg-Gymnasiums. Es zeigt August Bebel bei einer Reichstagsrede. | BW                                                             |
| 09191474 | Am Bahnhof (Lage)                            | Bahnhof Michendorf, bestehend aus Bahnhofsgebäude, Unterführung mit Treppenüberdachungen, zwei Inselbahnsteigen sowie Bahnsteigpavillon auf Bahnsteig 1/2 und dortigem Bahnsteigdach | Der Bahnhof Michendorf an der Wetzlarer Bahn (Teilstück der Kanonenbahn) ging 1879 in Betrieb. Das Empfangsgebäude ist im Kern ein Typenbau, der sich auch an anderen kleineren Stationen der Strecke findet, der später mehrfach erweitert wurde. In den 1920er Jahren entwickelte sich Michendorf zu einem kleinen Bahnknotenpunkt. Der Bahnhof steht seit 2012 auf der Denkmalliste. | weitere Bilder                                                 |
| 09190292 | An der Kirche (Lage)                         | Dorfkirche | Die Dorfkirche wurde von 1742 bis 1743 als Fachwerkkirche erbaut. Der im Jahr 1704 erbaute Vorgängerbau war im gleichen Jahr bei einem Sturm zerstört worden. 1848 wurde die Kirche instand gesetzt, dabei erhielt sie einen neuen Turm. Es ist ein Saalbau mit einem dreiseitigen Ostschluss und einem Satteldach. Die Ausstattung ist einheitlich aus den 1960er Jahren, nur die Empore ist älter. Die Orgel wurde 1966 von Wilhelm Sauer aus Frankfurt/Oder erbaut.                                                                                         | weitere Bilder                                                 |
| 09190766 | An der Kirche 2-3 (Lage)                     | Gehöft, bestehend aus Wohnhaus, zwei Stallgebäuden und Scheune | Der Hof Berkholz geht auf das Jahr 1780 zurück. Aus dieser Zeit stammt das linke Stallgebäude. Das Wohnhaus wurde 1914 erbaut. Es ist ein eingeschossiger Bau mit hohem Sockel und Mansarddach. Die Fassade ist geprägt von einem hohen Mittelrisalit, dieser ist übergiebelt. Das rechte Stallgebäude wurde 1894 erbaut. | Gehöft, bestehend aus Wohnhaus, zwei Stallgebäuden und Scheune |
| 09190780 | Jägerstraße 6 (Lage)                         | Wohnhaus | Es ist ein eingeschossiger Ziegelbau mit einem flachen Satteldach. Erbaut wurde das Haus im Jahr 1933, der Entwurf stammt von dem Architekten E. Körber. Der Bauzustand im inneren des Hauses ist weit gehend erhalten geblieben. | Wohnhaus                                                       |
| 09191405 | Potsdamer Straße, Luckenwalder Straße (Lage) | Friedhofskapelle | Die Friedhofskapelle wurde in den 1920er Jahren erbaut. Es ist ein Putzbau im Stil der Neoromanik. Der Eingang ist auf der Nordseite, es ist ein rundbogiger Eingangsportikus. An den Längsseiten befinden sich jeweils drei Fenster mit Blenden. Von der Südseite befindet sich eine ein Zufahrt Sargraum, darüber ist eine Apsis. | Friedhofskapelle                                               |
| 09190295 | Potsdamer Straße, Luckenwalder Straße (Lage) | Grabstätte Werner Abel, auf dem Friedhof | Die Grabstätte für Werner Abel befindet sich an der südlichen Mauer des Friedhofes. Es ist eine dreiteilige Grabrückwand, die drei Tafel sind durch Ähren getrennt. Auf der linken Tafel stehen Daten zum Gedenken an den Widerstandskämpfer. | Grabstätte Werner Abel, auf dem Friedhof                       |
| 09191282 | Potsdamer Straße 1 (Lage)                    | Bahnarbeiterhaus | Erbaut wurde das Haus gleichzeitig mit dem Bahnhof im Jahre 1879. Es ist ein zweigeschossiges Haus, der linke Teil ist traufständig, der rechte Teil giebelständig, jeweils mit Satteldach. Unter dem Dach befindet sich ein Drempel. Seit 2011 steht das Haus auf der Denkmalliste des Landes Brandenburg. | Bahnarbeiterhaus                                               |
| 09191283 | Potsdamer Straße 82 (Lage)                   | Gehöft, bestehend aus Wohnhaus, zwei Stallgebäuden und Scheune | Das Wohnhaus des Gehöftes wurde nach einer Inschrift im Jahre 1908 erbaut. Es ist ein eingeschossiger Bau mit einem zweigeschossigen Mittelrisalit. Im Risalit befindet sich eine Terrasse, davor eine Freitreppe. Das linke Stallgebäude, der Schweinestall, wurde um 1900 erbaut. Es ist ein eingeschossiger Bau mit einem Satteldach. Das rechte Stallgebäude, der Rinderstall, war ursprünglich ein Fachwerkgebäude. Die Fachwerkwände wurden teilweise ersetzt. Die Scheune stammt aus dem Jahr 1937. In der Mitte des Hofes befindet sich Toilettenhaus. | Gehöft, bestehend aus Wohnhaus, zwei Stallgebäuden und Scheune |
| 09190020 | Potsdamer Straße 94 (Lage)                   | Dorfschule mit Nebengebäude | Die Dorfschule wurde von 1903 bis 1904 erbaut, die alte Schule aus dem Jahr 1829 war zu klein geworden. In der Schule befand sich zwei Klassenräume für je 70 Schüler und zwei Wohnungen. Nach Einstellung des Schulbetriebs wurden in dem Gebäude Wohnungen eingerichtet. Es ist ein eingeschossiger Bau mit Satteldach. Der Schultrakt steht traufständig zur Straße, der Wohnungstrakt giebelständig zur Straße. | Dorfschule mit Nebengebäude                                    |
| 09191177 | Saarmunder Straße (Lage)                     | Mühlenstumpf (Heimatmuseum) | Die ehemalige Holländermühle wurde 1890 erbaut. Kurz nach dem Bau wurde Dampfmaschinenraum angebaut. Im Jahre 1925 wurde die Mühle stillgelegt und verkauft. Die Flügel wurden abmontiert, und eine Wendeltreppe eingebaut. Weiter wurde in den Stockwerken Zimmer für Gäste eingerichtet. Heute befindet sich hier das Heimatmuseum. | Mühlenstumpf (Heimatmuseum)                                    |
| 09190293 | Schmerberger Straße 11 (Lage)                | Stallgebäude mit Oberlaube (Hof Sydow) | Das Wohnhaus des ehemaligen Vierseithof wurde 1900 erbaut. Es ist ein eingeschossiger, traufständige Bau mit einem Satteldach. Die mitterlen drei Achsen bilden ein Risalit. Auf der linken Seite des Hofes befindet sich Oberlaubenstall. Dieser wurde in der Mitte des 18. Jahrhunderts erbaut. | Stallgebäude mit Oberlaube (Hof Sydow)                         |
| 09191022 | Waldstraße 4 (Lage)                          | Wohnhaus | Das Wohnhaus wurde in den 1930er Jahren erbaut. Es ist ein zweigeschossiges Haus mit einem Walmdach. | Wohnhaus                                                       |
| 09190755 | Waldstraße 23 (Lage)                         | Wohnhaus Holstein | Das Haus Holstein wurde 1927 erbaut. Es ist ein eingeschossiges Haus mit einem Mansarddach. Der fast quadratische Grundriss hat an jeder Seite drei Fensterachsen, der Eingang ist zur Straße in der mittleren Achse. Hier in der Haustür befindet sich auch die Inschrift „Haus Holstein“. Der Vorgarten ist wie das Haus symmetrisch angelegt. | Wohnhaus Holstein                                              |

### Stücken
| ID-Nr.   | Lage                           | Bezeichnung                                                                           | Beschreibung | Bild                                                                                  |
| -------- | ------------------------------ | ------------------------------------------------------------------------------------- | --- | ------------------------------------------------------------------------------------- |
| 09191042 | Stückener Dorfstraße (Lage)    | Straßenanlage                                                                         | Die Straße wurde wohl mit Gründung des Ortes Stücken angelegt. Die Straße hat eine gepflasterte Fahrbahn, diese wurde 1900 erstellt und um 1930 erneuert. Auf der einen Seite befindet sich ein Gehweg, auf der andren Seite ein Sommerweg und Grünstreifen. Teilweise befindet sich an den Seiten Bäume. | Straßenanlage                                                                         |
| 09190586 | Stückener Dorfstraße 11 (Lage) | Pfarrhaus mit Scheune und Stall                                                       | | weitere Bilder                                                                        |
| 09190583 | Stückener Dorfstraße 15 (Lage) | Dorfkirche                                                                            | Die 1848 nach einem Brand vollständig zerstörte Dorfkirche wurde 1860 im neugotischen Stil unter Verwendung mittelalterlicher Mauerreste als Feldsteinbau mit einem westlich angesetzten, oben eingerückten Turm wieder aufgebaut. Der quadratische, 28 Meter hohe Turm ist mit einem verschieferten achteckigen Spitzhelm bekrönt. Auf diesem befindet sich ein rund zwei Meter hohes Kreuz. Das Satteldach des Kirchenschiffs ist mit einer Doppeldeckung aus Biberschwanzziegeln gedeckt. | weitere Bilder                                                                        |
| 09190708 | Stückener Dorfstraße 20 (Lage) | Gehöft, bestehend aus Wohnhaus, drei Ställen, Scheune, Keller                         | Das Gehöft wurde komplett saniert und wird heute unter dem Namen „Fliederhof“ als Pension mit Restaurant, Café und Hofgarten betrieben. | Gehöft, bestehend aus Wohnhaus, drei Ställen, Scheune, Keller                         |
| 09191086 | Zauchwitzer Straße 35 (Lage)   | Dorfschmiede, bestehend aus Hauptgebäude mit Schmiedewerkstatt und Wirtschaftsgebäude | Bereits in den Jahren 1772 und 1801 waren hier Schmieden vorhanden. Die heutige Schmiede wurde 1886 erbaut, sie war bis in die 1970er Jahre in Betrieb. Im Kern ist es ein eingeschossiges Haus auf einem L-förmigen Grundriss. Das Haus ist teilweise aus Lehm, teilweise aus Ziegel erbaut. Das Dach ist ein Satteldach mit einer Biberschwanzdeckung. Die Schmiede wird heute als Kunstschmiede genutzt.                                                                                  | Dorfschmiede, bestehend aus Hauptgebäude mit Schmiedewerkstatt und Wirtschaftsgebäude |
| 09191136 | Zauchwitzer Straße 50 (Lage)   | Gutsscheune                                                                           | Der Scheunenkomplex westlich des Gutshaus wurde um 1900 erbaut. Teilweise haben die Scheunen einen Feldsteinsockel, darauf stehen Mauern aus Lehmstampf. Der Grundriss ist L-förmig. | Gutsscheune                                                                           |

### Wildenbruch
| ID-Nr.            | Lage                                   | Bezeichnung                                                               | Beschreibung | Bild                                                                      |
| ----------------- | -------------------------------------- | ------------------------------------------------------------------------- | --- | ------------------------------------------------------------------------- |
| 09190538 Wikidata | Dorfstraße, Kunersdorfer Straße (Lage) | Dorfkirche                                                                | Mit dem Bau der Dorfkirche wurde wahrscheinlich bereits im 12. Jahrhundert begonnen. Die Apsis wurde um 1597 erbaut, das Turmdach wurde 1682 erneuert. Von 1737 bis 1738 wurde der Turm mit Uhr erneuert. Weitere Veränderungen der Kirche gab es 1752, 1793, 1809 bis 1811, 1836 und 1852. 1877 wurde die Kirche stark verändert, das Portal der Kirche wurde verlegt. Der Turm wurde von 1950 bis 1951 erneuert. Die Kirche ist ein Saalbau mit einer eingezogenen Apsis, einen halbrunden Chor und einen mehr als schiffsbreiten Turm. Der Altar stammt aus dem Jahr 1958. | weitere Bilder                                                            |
| 09191095          | Dorfstraße 9 (Lage)                    | Gehöft, bestehend aus Wohnhaus, linkem Stallgebäude und Scheune           | Das jetzige Gehöft wurde in der Mitte des 19. Jahrhunderts erbaut, wobei das Wohnhaus möglicherweise älter ist. Seit 1589 ist hier ein Hof vorhanden. Der heutige Dreiseithof besteht aus einem Wohnhaus und einem Stallgebäude, rückwärtig befindet sich eine Scheune. Das Wohnhaus ist ein giebelständiger, eingeschossiger Bau mit einem Feldsteinsockel und einem Satteldach. Das rechte Stallgebäude wurde um 1900 erbaut, es ist ein Sichtziegelbau mit einem Satteldach. Die Scheune wurde 1939 als Ersatz einer kleineren Scheune erbaut.                             | Gehöft, bestehend aus Wohnhaus, linkem Stallgebäude und Scheune           |
| 09190997          | Kunersdorfer Straße 1 (Lage)           | Gasthof „Zur Linde“, bestehend aus Hauptgebäude, Torhaus und Stallgebäude | Der Gasthof wurde bereits 1375 erwähnt. Am 24. Oktober 1631 brannte der Gasthof ab und lag bis 1694 wüst. Nach der Wende wurden der Gasthof und die Nebengebäude restauriert und saniert und 1991 wiedereröffnet. Anfang des 21. Jahrhunderts wurde die Fassade des Bauernhauses rekonstruiert und der Dachstuhl mit zwei Gauben nach den historischen Bauplänen erneuert. | Gasthof „Zur Linde“, bestehend aus Hauptgebäude, Torhaus und Stallgebäude |

### Wilhelmshorst
| ID-Nr.                           | Lage                                                 | Bezeichnung                                                                           | Beschreibung | Bild                                                                                  |
| -------------------------------- | ---------------------------------------------------- | ------------------------------------------------------------------------------------- | --- | ------------------------------------------------------------------------------------- |
| 09190774                         | An den Bergen 24 (Lage)                              | Wohnhaus                                                                              | | BW                                                                                    |
| 09190699                         | An den Bergen 32 (Lage)                              | Wohnhaus                                                                              | | BW                                                                                    |
| 09191516                         | An den Bergen 33 (Lage)                              | Wohnhaus                                                                              | | BW                                                                                    |
| 09191041                         | An den Bergen 50 (Lage)                              | Wohnhaus                                                                              | | BW                                                                                    |
| 09190781                         | An den Bergen 52 (Lage)                              | Wohnhaus                                                                              | | BW                                                                                    |
| 09190539                         | An den Bergen 54 (Lage)                              | Landhaus „von Renesse“                                                                | | Landhaus „von Renesse“                                                                |
| 09191517                         | An den Bergen 119 (Lage)                             | Sommerhaus („Heidehof“)                                                               | Das Haus wurde 1926 oder 1933 erbaut, es ist ein eingeschossiges Holzhaus mit einem Krüppelwalmdach. Es ist ein Ständerbau mit Querverschalung, der Sockel ist aus Naturstein. Im Osten befindet sich der Eingang davor ist ein Vorbau angefügt. Es ist eins der letzten Holzhäuser aus der Zeit vor dem Zweiten Weltkrieg, die hier mal vorherrschten. | Sommerhaus („Heidehof“)                                                               |
| 09190910                         | An der Aue 2 (Lage)                                  | Wohnhaus                                                                              | | Wohnhaus                                                                              |
| 09190911                         | An der Bahn 13 (Lage)                                | Wohnhaus                                                                              | | Wohnhaus                                                                              |
| 09190789                         | An der Bahn 16 (Lage)                                | Wohnhaus                                                                              | | BW                                                                                    |
| 09191110                         | Dr.-Albert-Schweitzer-Straße / An den Lauben (Lage)  | Mahnmal für die Opfer des Faschismus (OdF), im Birkenwäldchen                         | | Mahnmal für die Opfer des Faschismus (OdF), im Birkenwäldchen                         |
| 09190925                         | Dr.-Albert-Schweitzer-Straße 1b (Lage)               | Bahnwärterhaus                                                                        | Nordöstlich des Bahnhofs befindet sich ein ehemaliges Bahnwärterhaus. Einen Bahnübergang gibt es dort nicht mehr, das Haus wird als Wohnhaus genutzt. | Bahnwärterhaus                                                                        |
| 09191499                         | Dr.-Albert-Schweitzer-Straße 8 (Lage)                | Wohnhaus                                                                              | | Wohnhaus                                                                              |
| 09190912                         | Dr.-Albert-Schweitzer-Straße 9, 11 (Lage)            | Wohnhaus mit Garten und Garage                                                        | | Wohnhaus mit Garten und Garage                                                        |
| 09190926                         | Dr.-Albert-Schweitzer-Straße 15 (Lage)               | Wohnhaus                                                                              | | Wohnhaus                                                                              |
| 09190861                         | Ebereschenweg 56 (Lage)                              | Wohnhaus                                                                              | Das Haus wurde 1926 erbaut, der Entwurf kam möglicherweise von Albert Gessner. Es ist ein Putzbau mit einem konvex gebogenen Satteldach. Im Jahre 1930 wurde ein Bau angebaut, so das Gebäude ein T-förmigen Grundriss hat. 2004 wurde ein Wintergarten angebaut, die Pläne stammen aus dem Jahr 1930. Die Raumaufteilung ist erhalten geblieben, es gibt noch zahlreiche Ausstattungsgegenstände aus der Bauzeit. | BW                                                                                    |
| 09190915                         | Eulenkamp 30 (Lage)                                  | Wohnhaus                                                                              | | BW                                                                                    |
| 09191343                         | Fliederhang 3 (Lage)                                 | Wohnhaus                                                                              | | Wohnhaus                                                                              |
| 09191518                         | Föhrenhang 3 (Lage)                                  | Wohnhaus                                                                              | | BW                                                                                    |
| 09191519                         | Föhrenhang 5 (Lage)                                  | Wohnhaus                                                                              | | BW                                                                                    |
| 09191039                         | Heidereuterweg 3 (Lage)                              | Wohnhaus                                                                              | Das Haus wurde um 1910 auf einen Eckgrundstück erbaut. Es ist somit eins der ältesten Häuser von Wilhelmshorst. Unter anderem wurde das Haus von 1963 bis 1987 als Schulküche genützt, für diese Nutzung wurde auch ein Anbau errichtet. Es ist ein eingeschossiger Bau mit einem sichtbaren Fachwerk. Das Dach ist ein Satteldach, es ha auch Giebel zur Traufenseite. | Wohnhaus                                                                              |
| 09191029                         | Hubertusweg 41 (Lage)                                | Wohnhaus „Peter-Huchel-Haus“                                                          | Das Peter-Huchel-Haus wurde 1928 für einen Lehrer errichtet. Anfang der 1950er Jahre bis 1971 wohnte hier der Dichter Peter Huchel. Nach dessen Ausreise aus der DDR wohnte hier der Dichter Erich Arendt. Seit 1997 befindet sich hier eine Gedenkstätte. Das Haus ist ein eingeschossiger Putzbau mit Mansarddach, wobei das Mansardgeschoss voll ausgebaut ist. Die Bedeutung des Hauses rührt von der Bedeutung als Begegnungsstätte von Systemkritikern in der DDR wie Wolf Biermann, Ludvík Kundera, Günter Kunert und Reiner Kunze. | Wohnhaus „Peter-Huchel-Haus“                                                          |
| 09190749                         | Irisgrund 1-3, Rosenweg 47 (Lage)                    | Siedlungsanlage Irisgrund, mit vier Wohnhäusern, Straße, Promenadenanlage und Bahnhof | Anfang des 20. Jahrhunderts entwickelte sich die Waldsiedlung Wilhelmshorst. Der Bahnhof Wilhelmshorst wurde 1915 eröffnet. Die denkmalgeschützte Siedlungsanlage besteht aus vier Wohnhäusern erbaut in den Jahren 1912/13 von der Wilhelmshorster Grundstücksgesellschaft und dem 1915 erbauten Bahnhofsgebäude. Architekt aller Gebäude war Albert Gessner. | Siedlungsanlage Irisgrund, mit vier Wohnhäusern, Straße, Promenadenanlage und Bahnhof |
| 09192132 Teilobjekt zu: 09190749 | Irisgrund 1 ()                                       | Wohnhaus                                                                              | | ein Bild hochladen                                                                    |
| 09192133 Teilobjekt zu: 09190749 | Irisgrund 2 ()                                       | Wohnhaus                                                                              | | ein Bild hochladen                                                                    |
| 09192134 Teilobjekt zu: 09190749 | Irisgrund 3 ()                                       | Wohnhaus                                                                              | | ein Bild hochladen                                                                    |
| 09192135 Teilobjekt zu: 09190749 | Rosenweg 47 ()                                       | Wohnhaus                                                                              | | ein Bild hochladen                                                                    |
| 09192136 Teilobjekt zu: 09190749 | Irisgrund ()                                         | Straßenzug                                                                            | | ein Bild hochladen                                                                    |
| 09192137 Teilobjekt zu: 09190749 | Dr.-Albert-Schweitzer-Straße ()                      | Bahnhof                                                                               | | ein Bild hochladen                                                                    |
| 09190758                         | Irisgrund 14, 16, 18 Peter-Huchel-Chaussee 80 (Lage) | Zwei Doppelwohnhäuser                                                                 | | Zwei Doppelwohnhäuser                                                                 |
| 09190773 Wikidata                | Peter-Huchel-Straße (Lage)                           | Kirche                                                                                | Die Kirche wurde nach einem Entwurf von Winfried Wendland gebaut. | weitere Bilder                                                                        |
| 09191252 Teilobjekt zu: 09190773 | Peter-Huchel-Straße (Lage)                           | Orgel                                                                                 | Es handelt sich um eine Schuke-Orgel aus dem Jahr 1947. | BW                                                                                    |
| 09192562 Teilobjekt zu: 09190773 | Peter-Huchel-Straße (Lage)                           | Glocke                                                                                | Bronze-Glocke, gegossen im Jahr 1934. | BW                                                                                    |
| 09190808                         | Peter-Huchel-Straße 1 (Lage)                         | Friedhofskapelle mit Sargraum                                                         | Erste Teilbau (heutiger Sargraum) 1932, sechs Jahre nach der Friedhofseinrichtung, Erweiterungsbau 1955/56. Nordwest-Südost Ausrichtung, weiß geschlämmter Ziegelbau mit Satteldach. In dem Entwurf werden z.B. die Rundfenster der nahegelegenen Kirche mit aufgenommen. Funktionale Architekturarbeit. | weitere Bilder                                                                        |
| 09191407                         | Rosenweg 2, 4 (Lage)                                 | Wohnhausgruppe                                                                        | Das Einfamilienhaus Rosenweg 2 und das Vierfamilienhaus Rosenweg 4 wurden 1939 errichtet. | weitere Bilder                                                                        |
| 09190734                         | Rosenweg 14 (Lage)                                   | Wohnhaus                                                                              | | Wohnhaus                                                                              |
| 09190909                         | Rosenweg 28 (Lage)                                   | Wohnhaus                                                                              | | Wohnhaus                                                                              |
| 09190540                         | Rosenweg 32 (Lage)                                   | Wohnhaus (Kupferhaus)                                                                 | Das Kupferhaus wurde um 1930 von der Firma Hirsch aus Eberswalde entwickelt. | weitere Bilder                                                                        |
| 09191224                         | Rosenweg 33 (Lage)                                   | Wohnhaus                                                                              | | Wohnhaus                                                                              |
| 09190913                         | Rosenweg 40 (Lage)                                   | Wohnhaus                                                                              | | Wohnhaus                                                                              |
| 09190745                         | Vogelweide 15 (Lage)                                 | Wohnhaus                                                                              | | Wohnhaus                                                                              |